# Palazzo Nonfinito

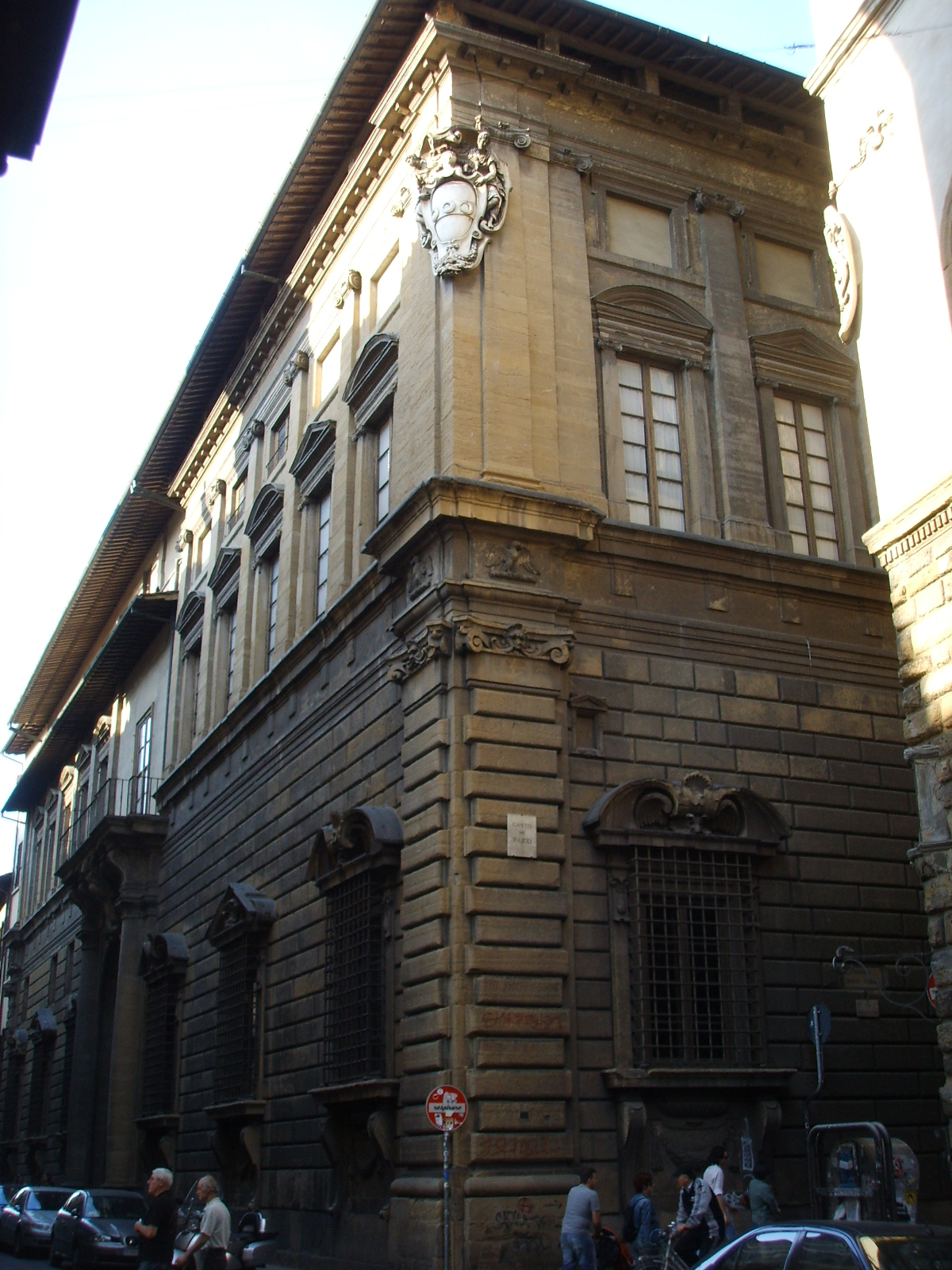
Fachada do Palazzo Nonfinito.

O Palazzo Nonfinito é um palácio de Florença que se encontra na Via del Proconsolo, nas vizinhanças da catedral de Santa Maria del Fiore. Actualmente, o edifício hospeda o Museu Nacional de Antropologia e Etnologia (Museo Nazionale di Antropologia ed Etnologia) de Florença.
O palácio foi iniciado em 1593 por Alessandro di Camillo Strozzi mas, como deixa entender o nome (nonfinito significa "não terminado"), permaneceu incompleto. 

## História

### Idade Média
Na época medieval encontrava-se no sítio do palácio a Loggia da família Ferrandini e a oficina dum boticário, que foram demolidas com desagrado da população local, como relata um cronista da época.

### Bernardo Buontalenti

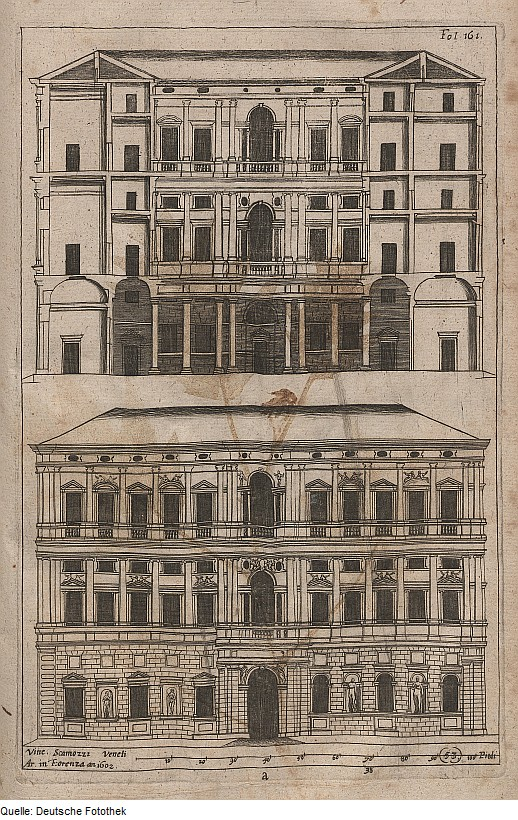
Elevação original prevista.

Alessandro Strozzi comprou neste sítio uma casa a Camillo de' Pazzi, o pai de Santa Maria Madalena de Pazzi, e uma oficina, que foram demolidas para dar espaço a  um novo grande palácio.
O arquitecto encarregado da obra foi Bernardo Buontalenti, artista de corte, que iniciou os trabalhos, segundo a inscrição na esquina do edifício, no dia 15 de Julho de 1593.
Buontalenti iniciou o piso térreo, onde ainda hoje se reconhece a sua mão no frontispício e nas sinistras figuras presentes nos tímpanos das "janelas ajoelhadas" (finestre inginocchiate), como animais ameaçadores empoleirados a observar os transeuntes. Também o portão do Borgo degli Albizi (uma das ruas do Centro Histórico de Florença) lhe é atribuído.
Em 1596, Alessandro passou uma parte do palácio ao seu meio-irmão Roberto, acabando por lhe vender toda a propriedade no ano seguinte. Pouco tempo depois, em 1600, o arquitecto Buontalenti retirou-se do empreendimento por causa dos conflitos com o filho de Alessandro, Camillo, e com Santi di Tito, o arquitecto que estava ocupado na construção da escadaria.
Os sinistros monstros alados nos tímpanos das janelas do piso térreo deram impulso à lenda, mais tardia, segundo a qual Strozzi teria feito um pacto com o diabo, o qual, amaldiçoando o edifício, terá impedido a sua conclusão para sempre.

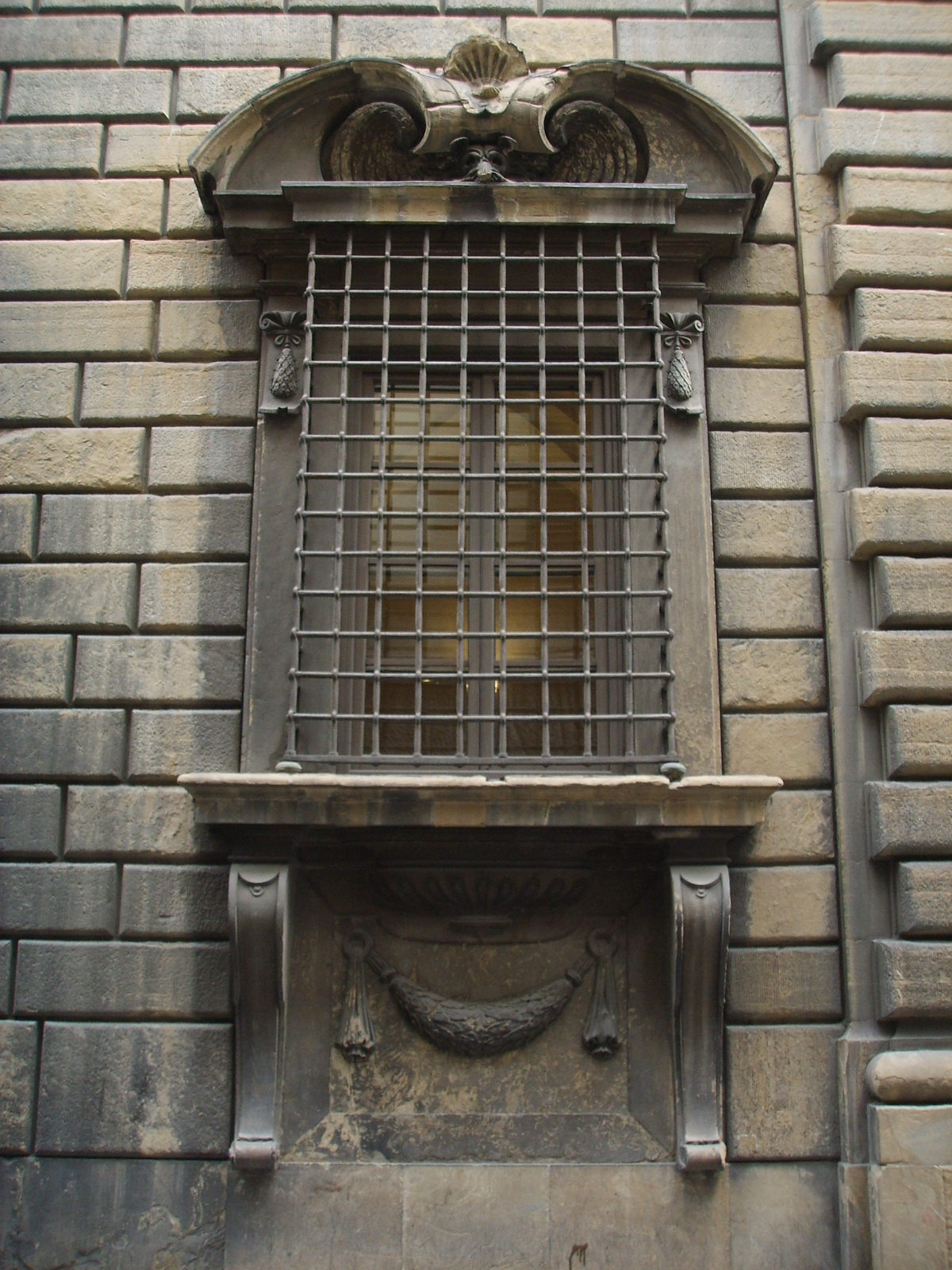
"Janela ajoelhada"
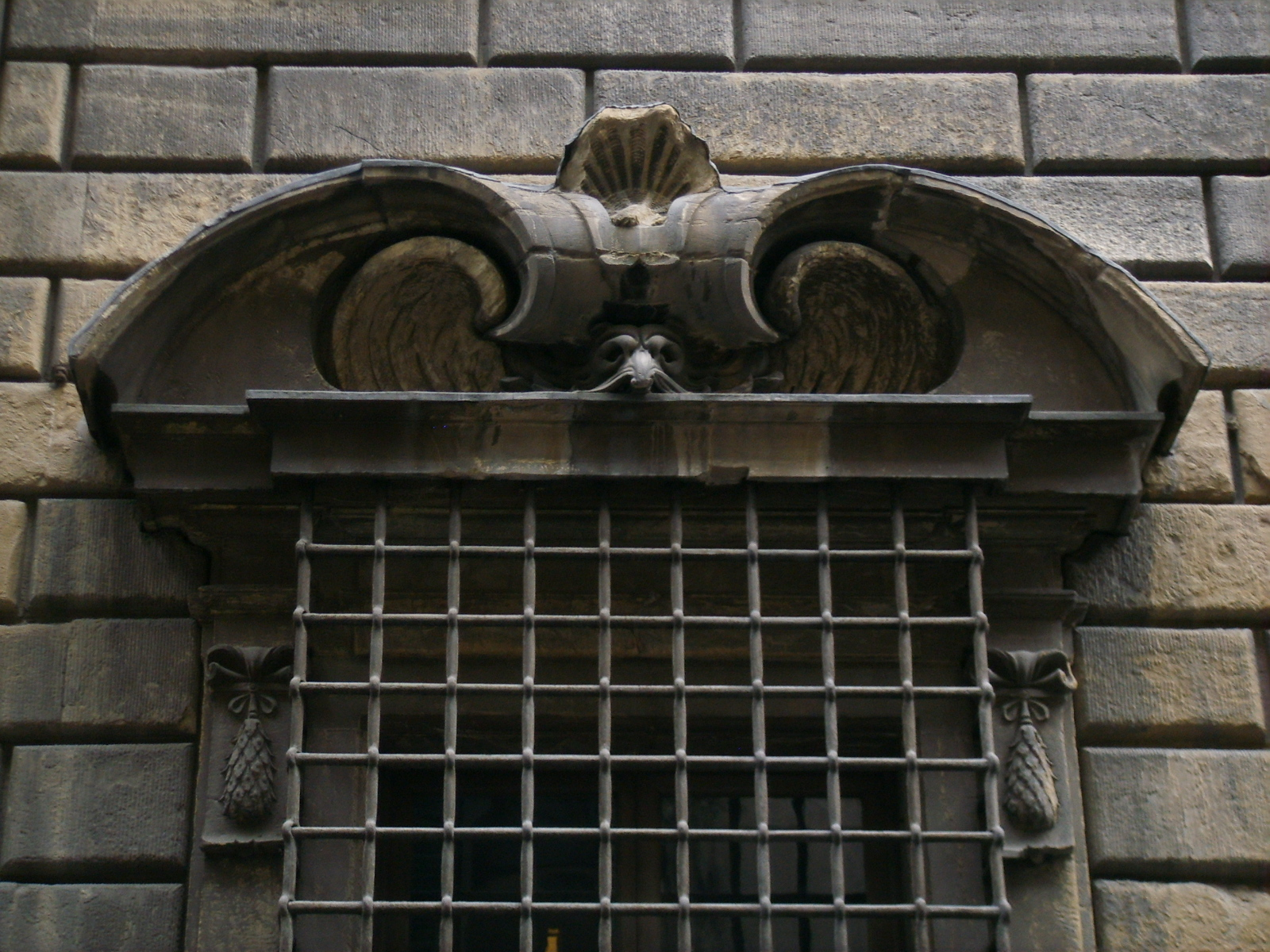
Tímpano com figura sinistra, por Buontalenti
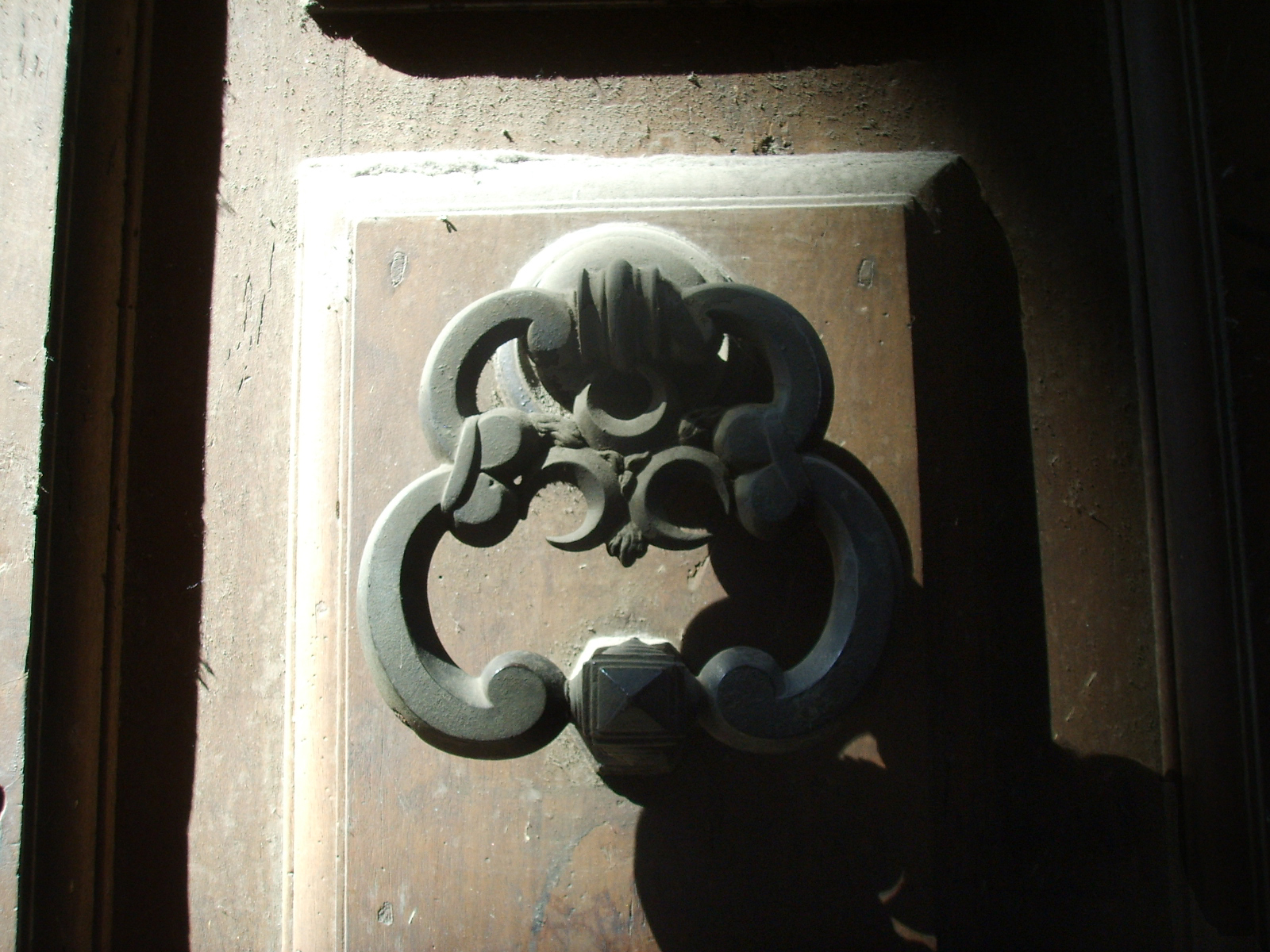
Batente com o símbolo dos Strozzi
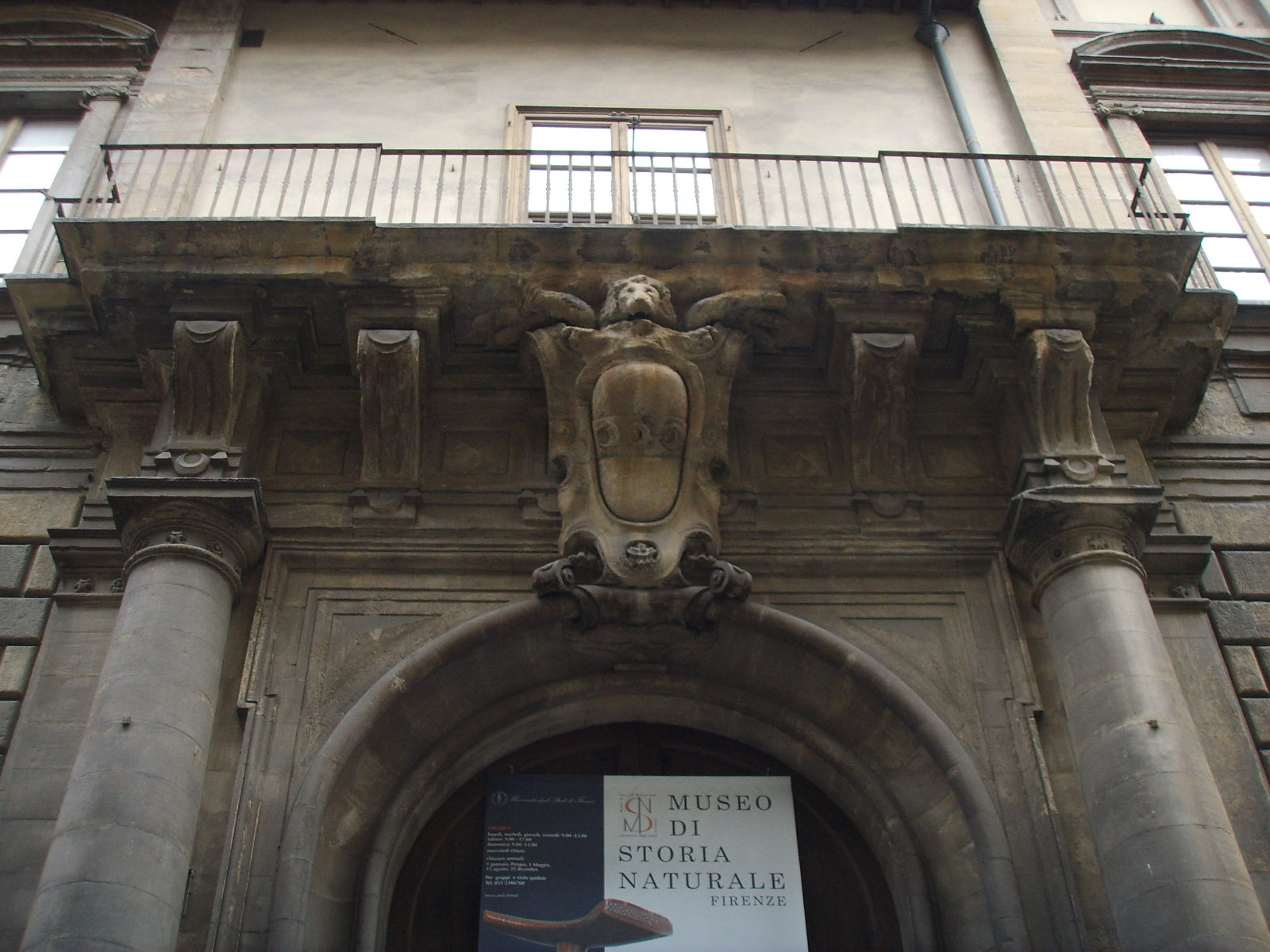
Brasão dos Strozzi sobre o portal
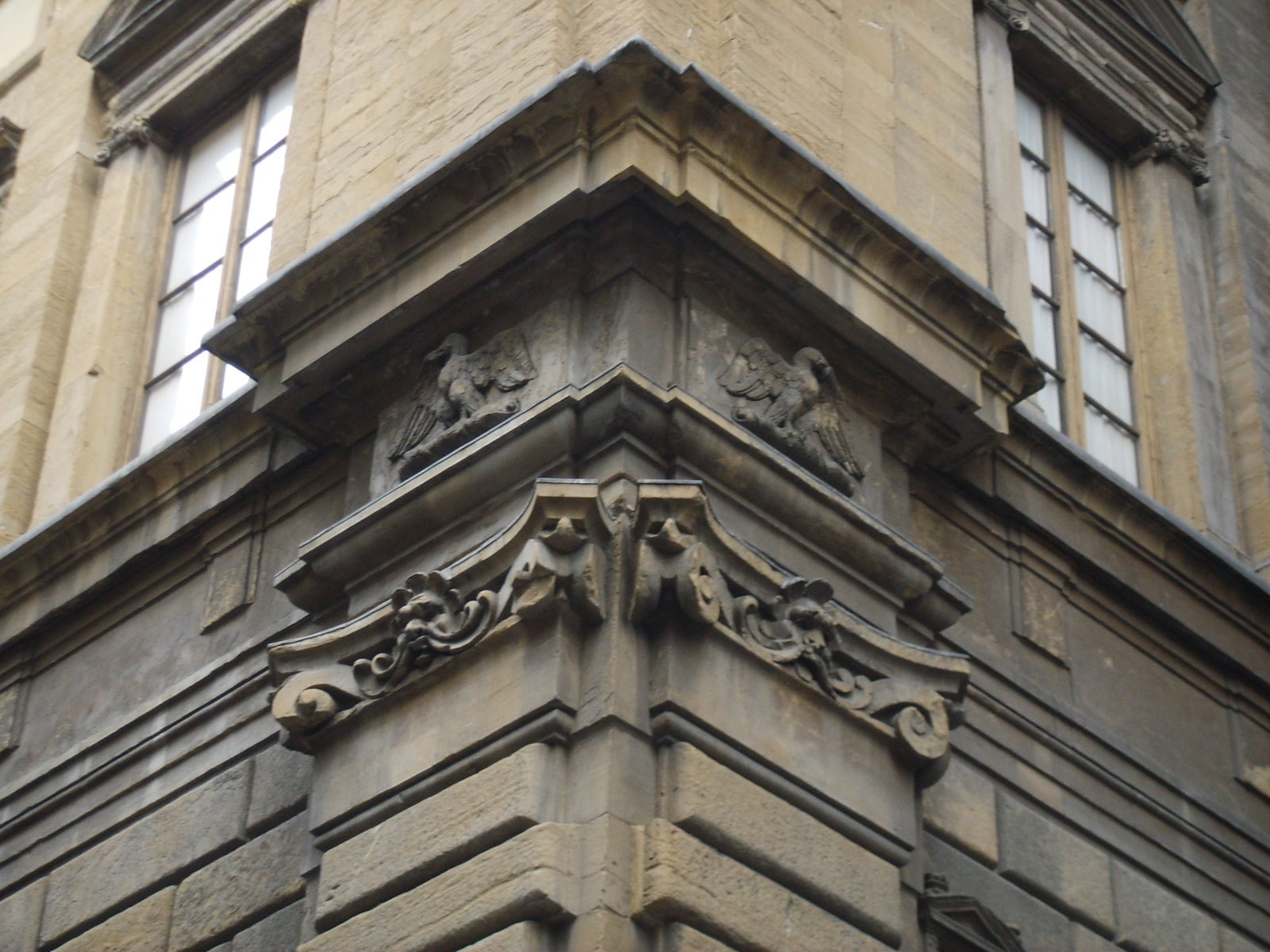
Detalhe do friso na esquina
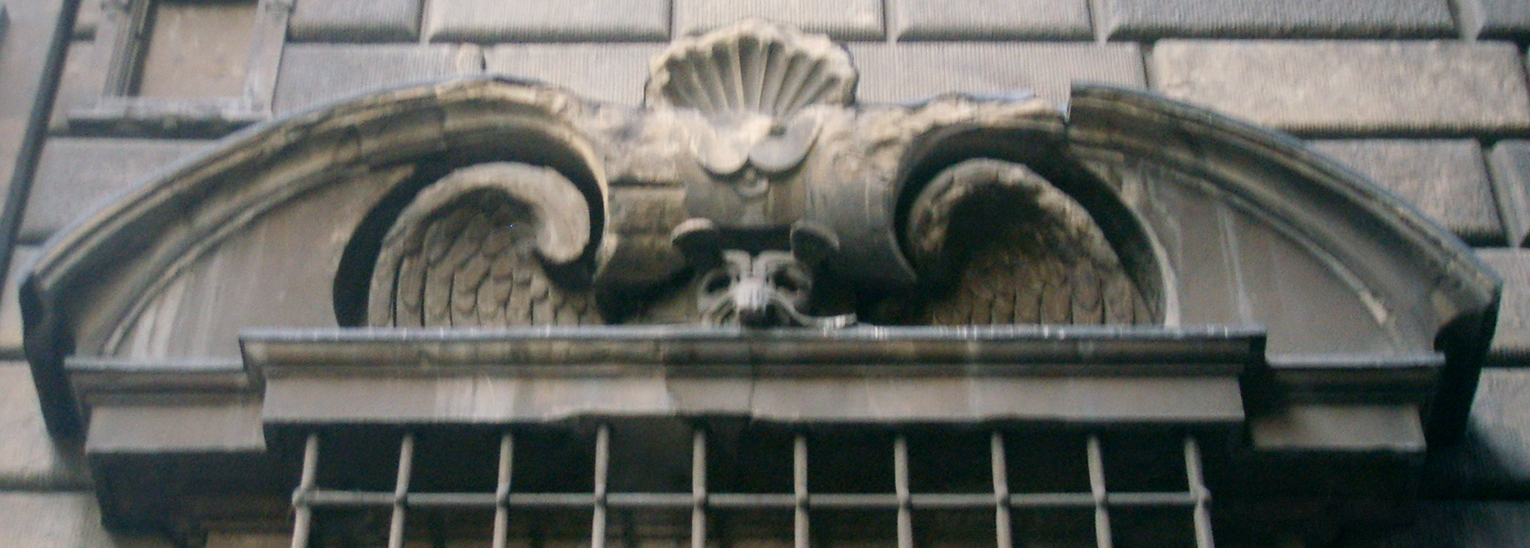
Detalhe da decoração

### Outros arquitetos
A Buontalenti sucedeu por um breve período Vincenzo Scamozzi, natural de Vicenza, que se dedicou ao andar nobre (piano nobile), propondo dedicar-se à parte inferior num segundo momento. 
Também trabalharam no palácio naquele período Ludovico Cardi, dito o Cigoli (provavelmente autor do pátio, 1604) e Giovan Battista Caccini (portal monumental na Via del Proconsolo).

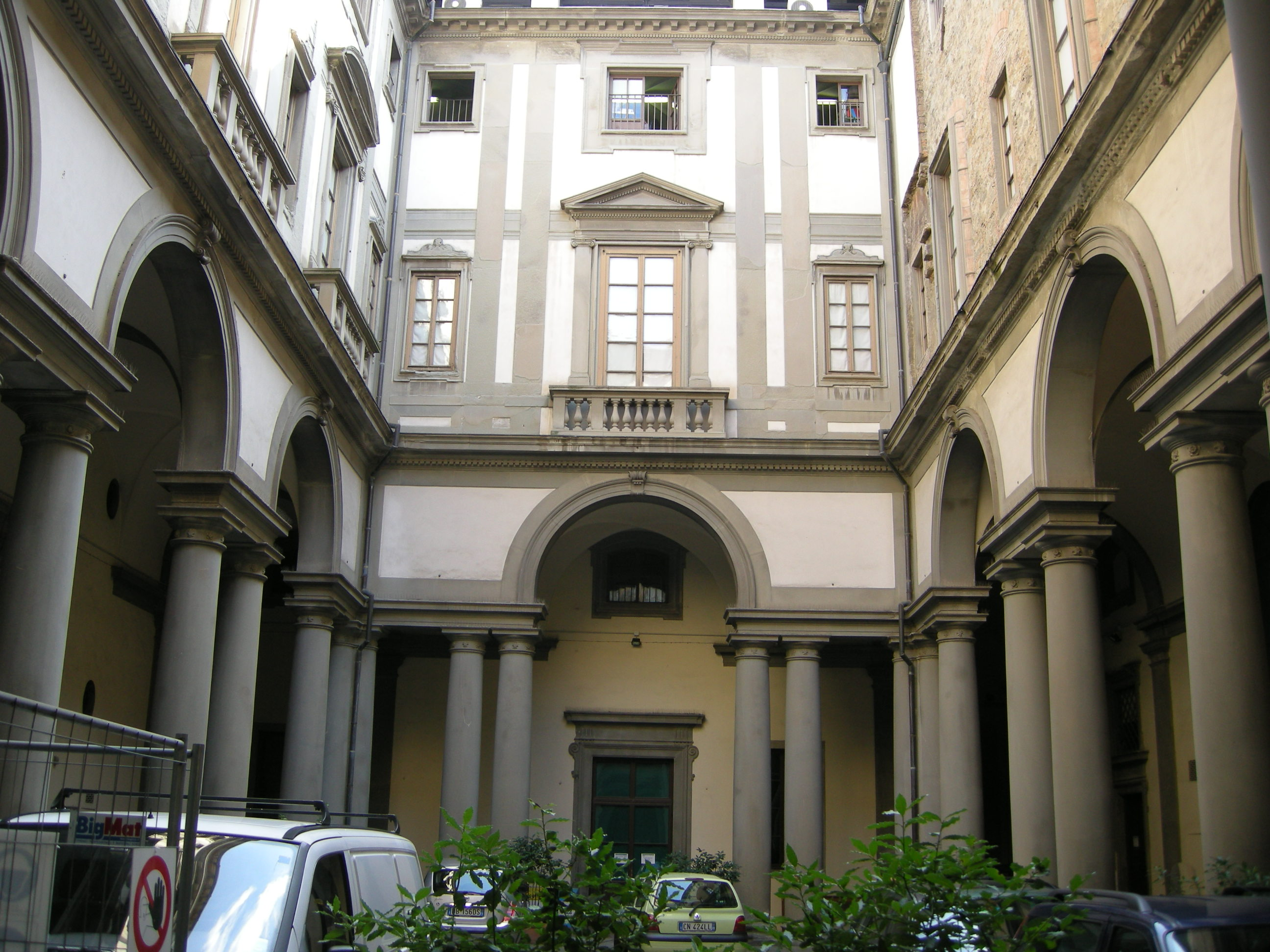
Pátio interno.

Aquando da morte de Scamozzi, sucedeu-lhe no estaleiro Matteo Nigetti. Todos estes arquitectos reinterpretaram, cada um a seu modo, o projecto original de Buontalenti, sem se ligarem individualmente. A fachada é, assim, assimétrica, com um enorme portal ao centro e uma cornija interrompida à esquerda e retomada à direita com uma altura diferente. De qualquer modo, o exterior tem o seu fascínio pela plasticidade dos elementos que o compôem, dando a todo o conjunto o valor dum enorme volume escultórico. Por fim, a obra foi de novo interrompida por problemas financeiros.
Particularmente interessante é o pátio, com influencia véneta, talvez inspirado por Scamozzi, reinterpretado com elementos tipicamente florentinos, como as serlianas e as colunas dóricas. Num nicho, perspectivamente realçado frente à entrada principal, encontra-se um grupo marmóreo quinhentista com Perseu e o dragão.
O segundo andar nunca chegou a ser realizado; assim, o brasão dos Strozzi encontra-se no primeiro andar, na esquina com o Borgo Albizi.

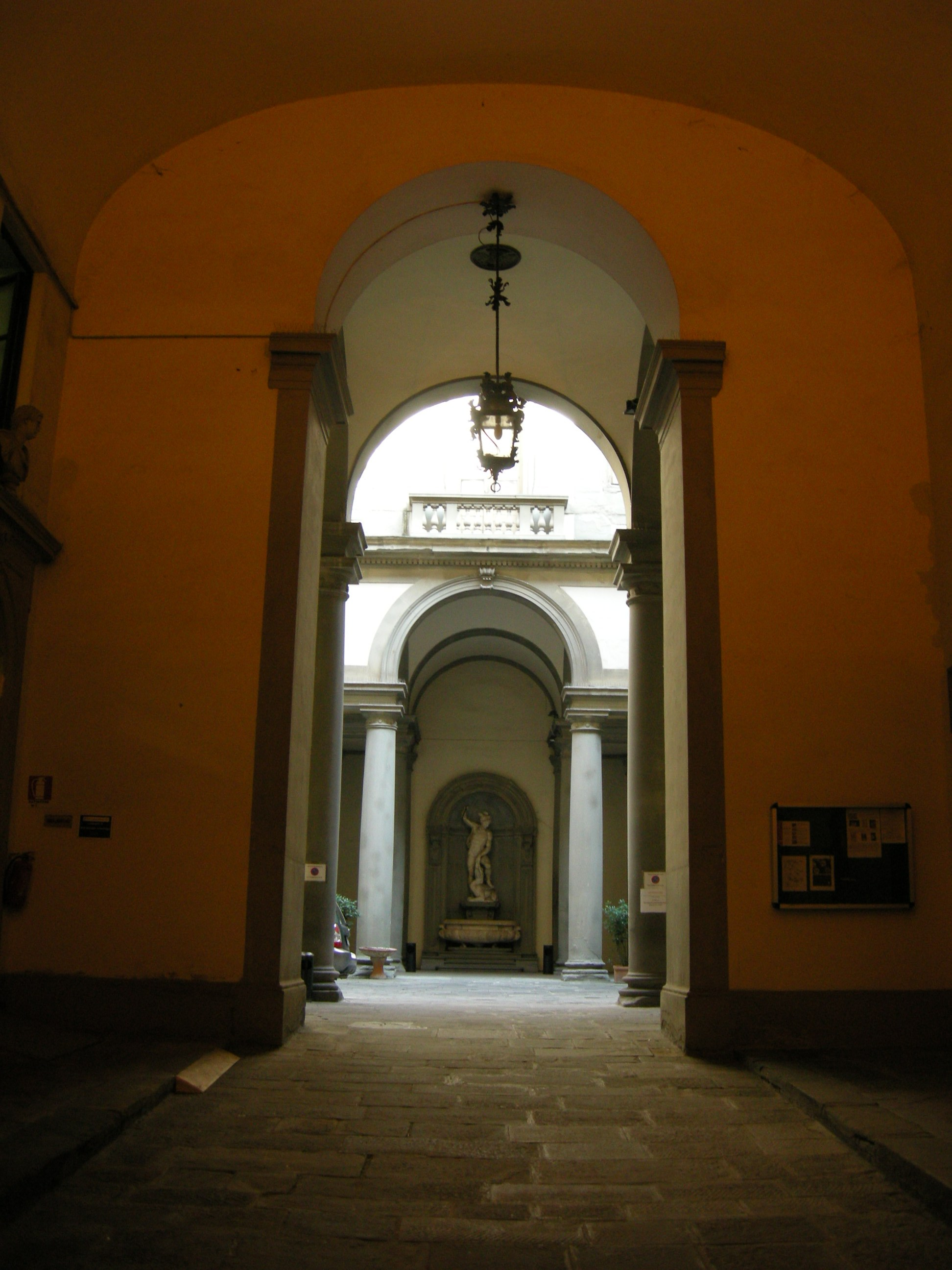
Átrio de entrada, com grupo escultório quinhentista ao fundo
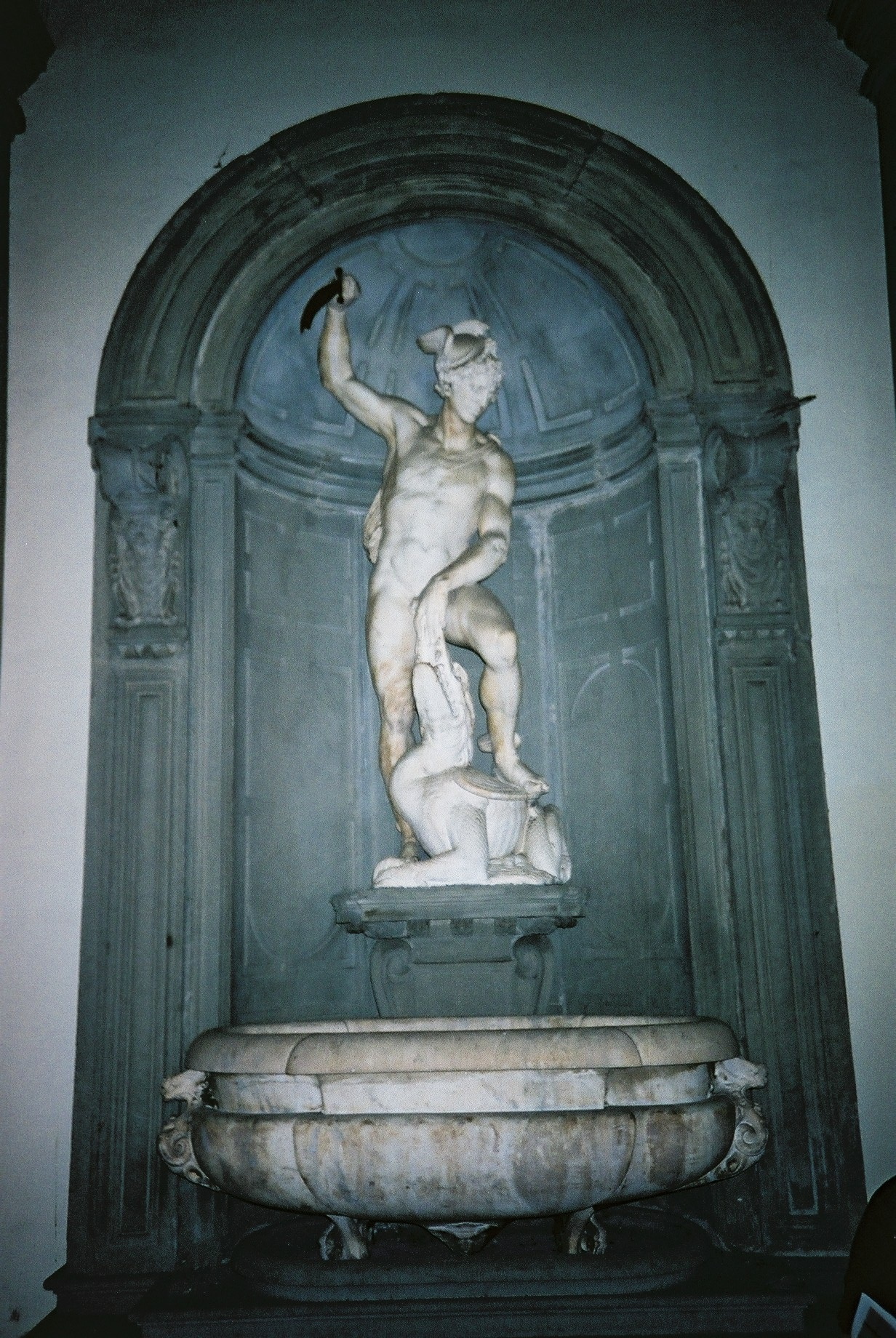
Nicho no pátio
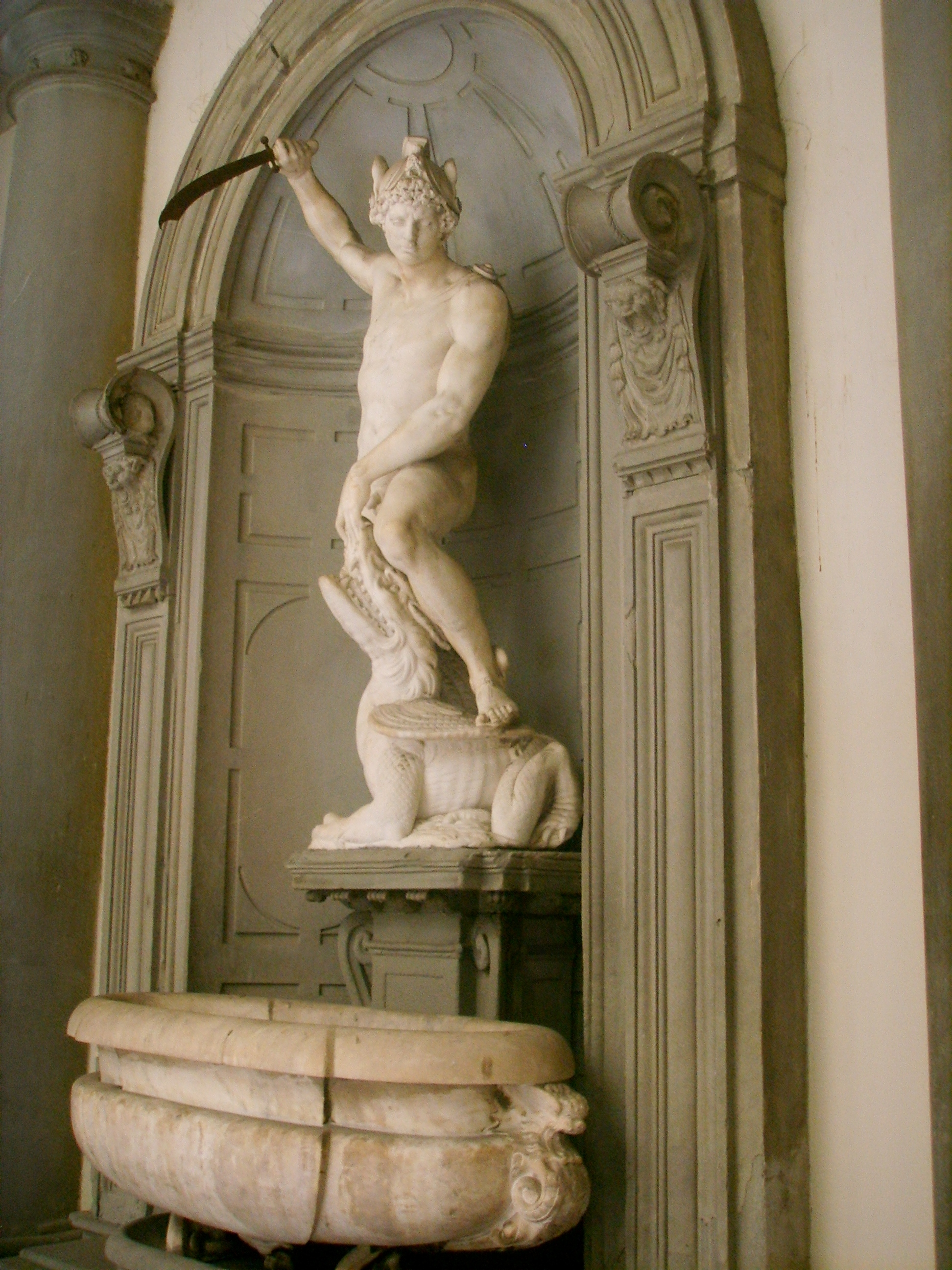
Perseu e o dragão, grupo escultório quinhentista presente no pátio.
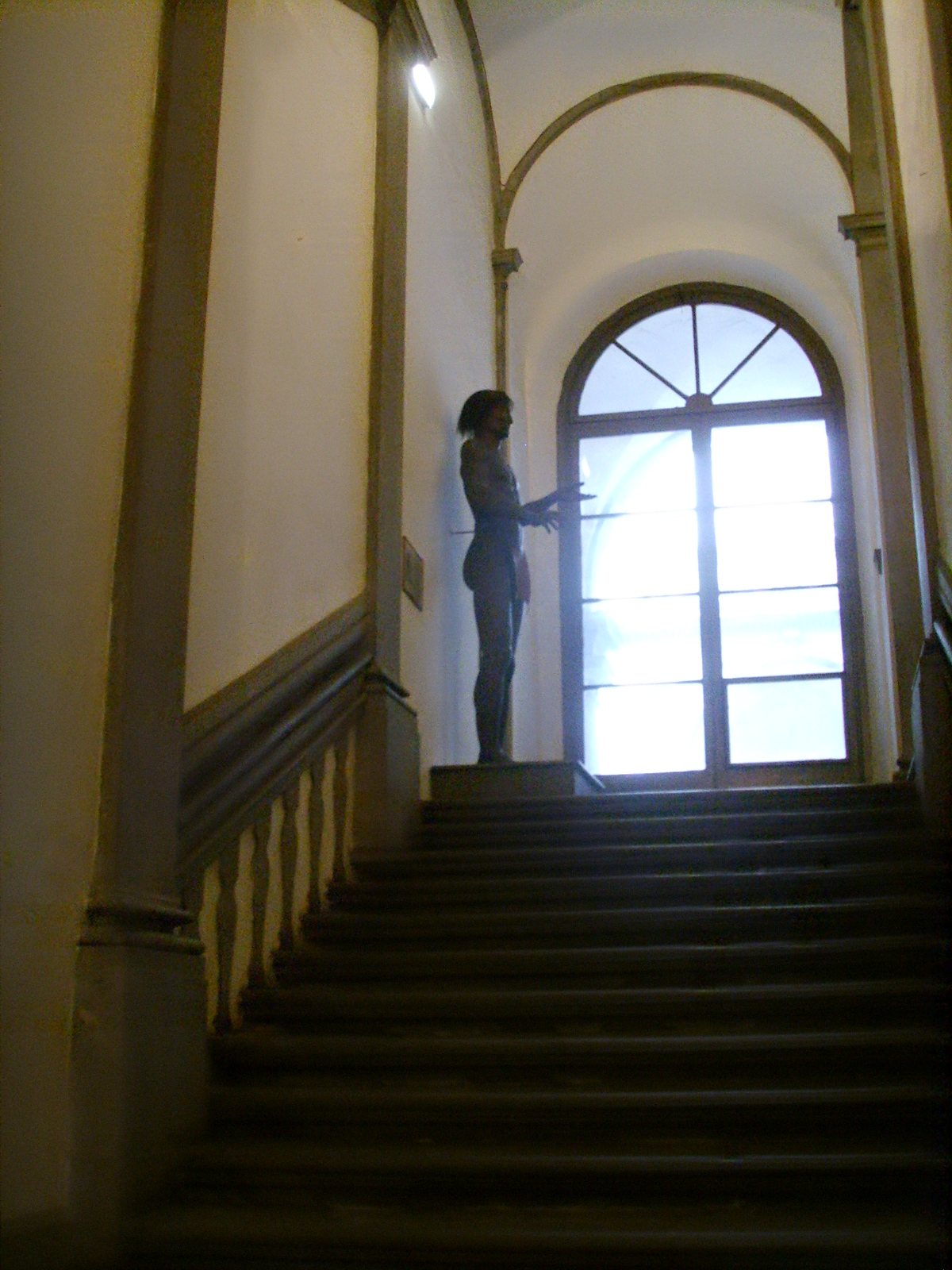
Escadaria
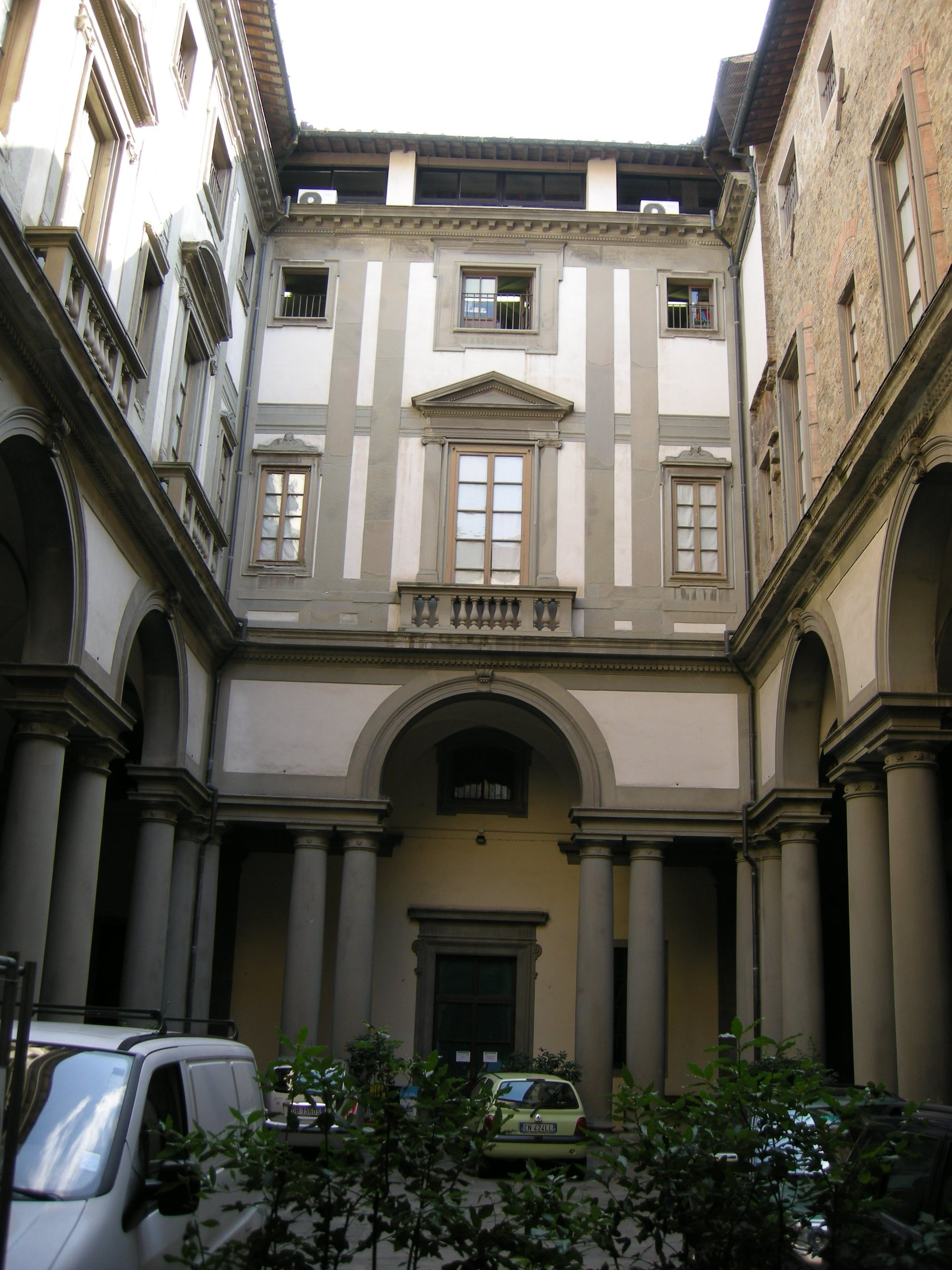
Pátio interno
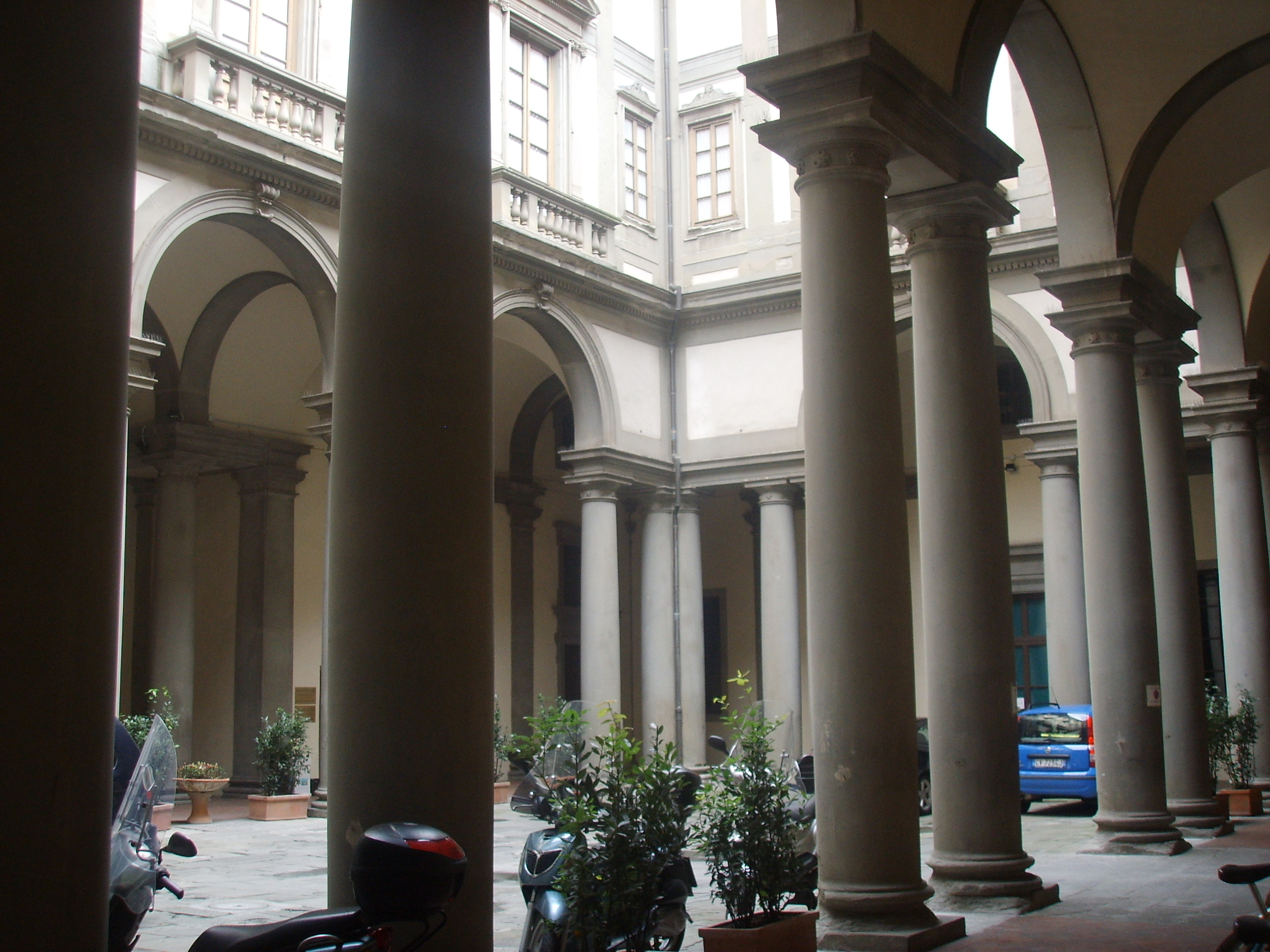
Aspecto do pátio, com sequência de serlianas

### Séculos XIX e XX
Passado no início do século XIX a um certo Guasti, em 1814 o palácio foi cedido ao Governo Toscano, que ali instalou o departamento dos assuntos internos e a Direcção de Polícia, que usava uma pequena porta secreta, mascarada por um fingido colmeado no piso térreo, para fazer passar os seus informadores (não é a única do género em Florença, encontrando-se portas semelhantes em numerosos palácios, conduzindo habitualmente a armazéns ou a passagens secundárias de vários géneros). No período em que Florença foi capital do Reino de Itália (1865-1871), o Conselho de Estado foi instalado no palácio e, em seguida, a direcção dos Correios e Telégrafos, até que, em 1869, o senador Paolo Mantegazza fundou ali o Museu Nacional de Antropologia e Etnologia, aumentado em seguida por Aldobrandino Mochi e Nello Puccioni.
frente ao palácio, no número 5, encontra-se a Libreria Editrice Felice Paggi (Livraria Editora Felice Paggi), já desde 1846.
O Palazzo Nonfinito sofreu alguns danos durante a Segunda Guerra Mundial, tendo sido restaurado em 1948. Hoje, pertence à Universidade de Florença que, além da secção antropoetnológica do Museu de História Natural, tem ali o Instituto de Antropologia.

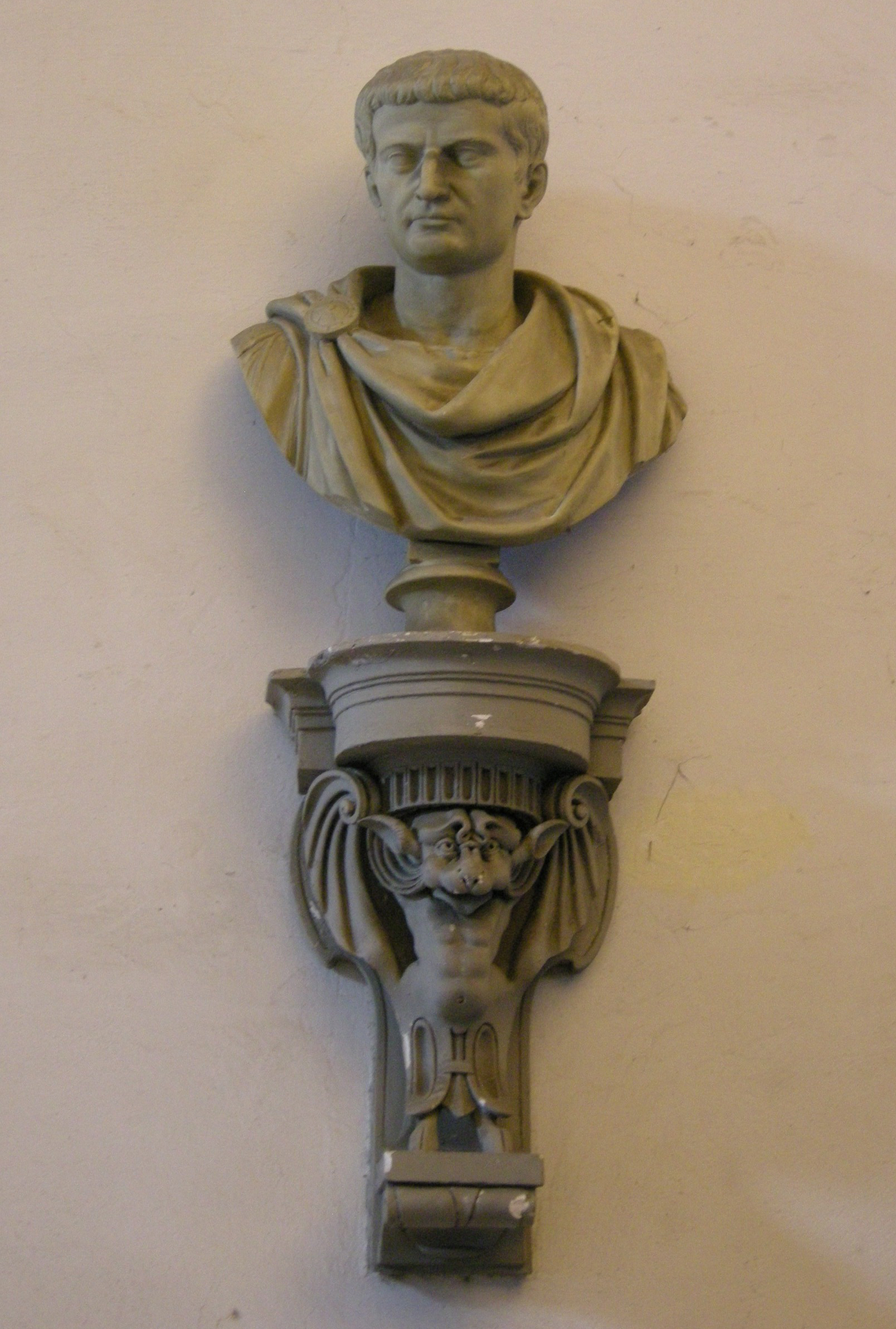
Busto romano no átrio de entrada
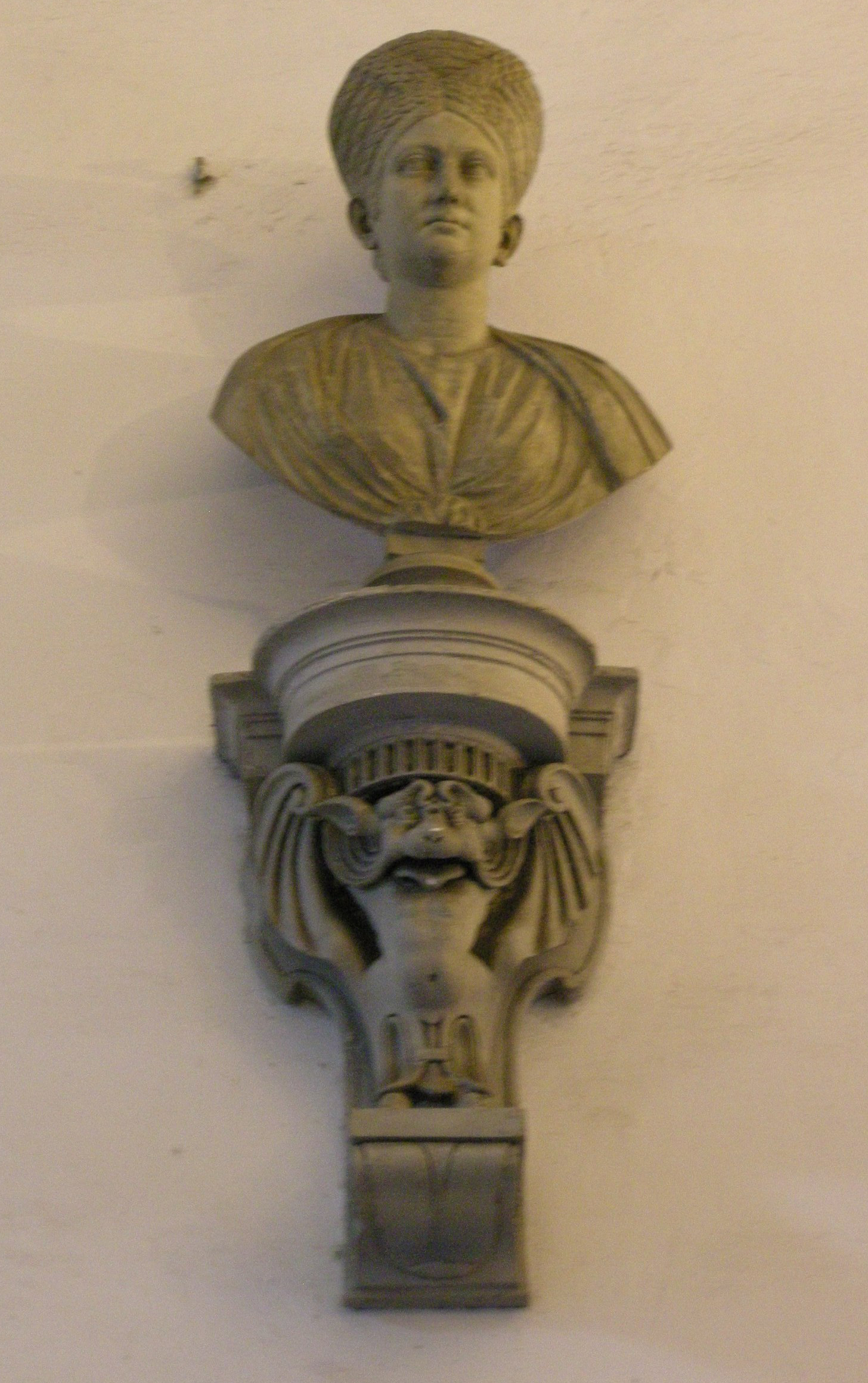
Busto romano no átrio de entrada
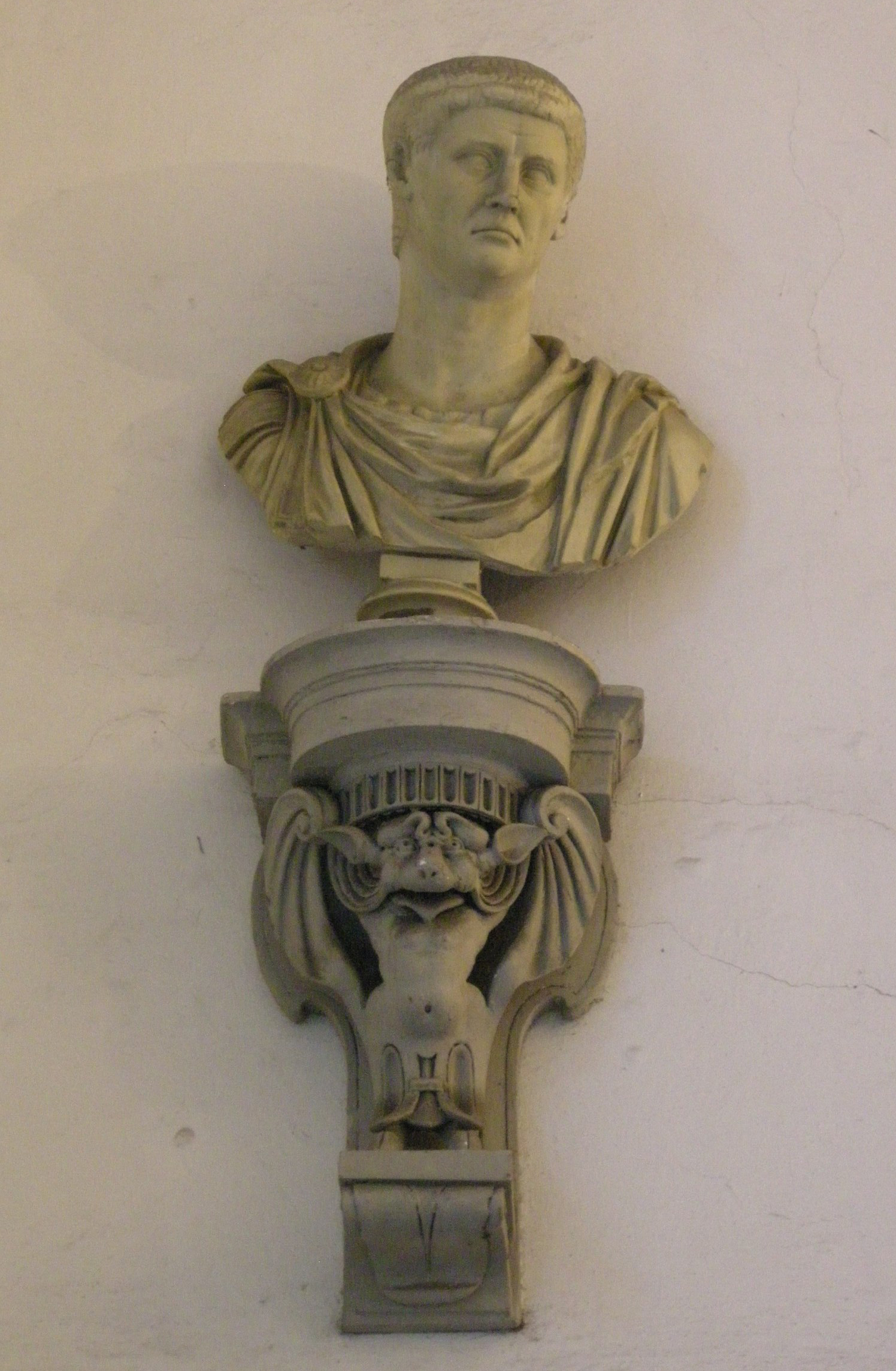
Busto romano no átrio de entrada
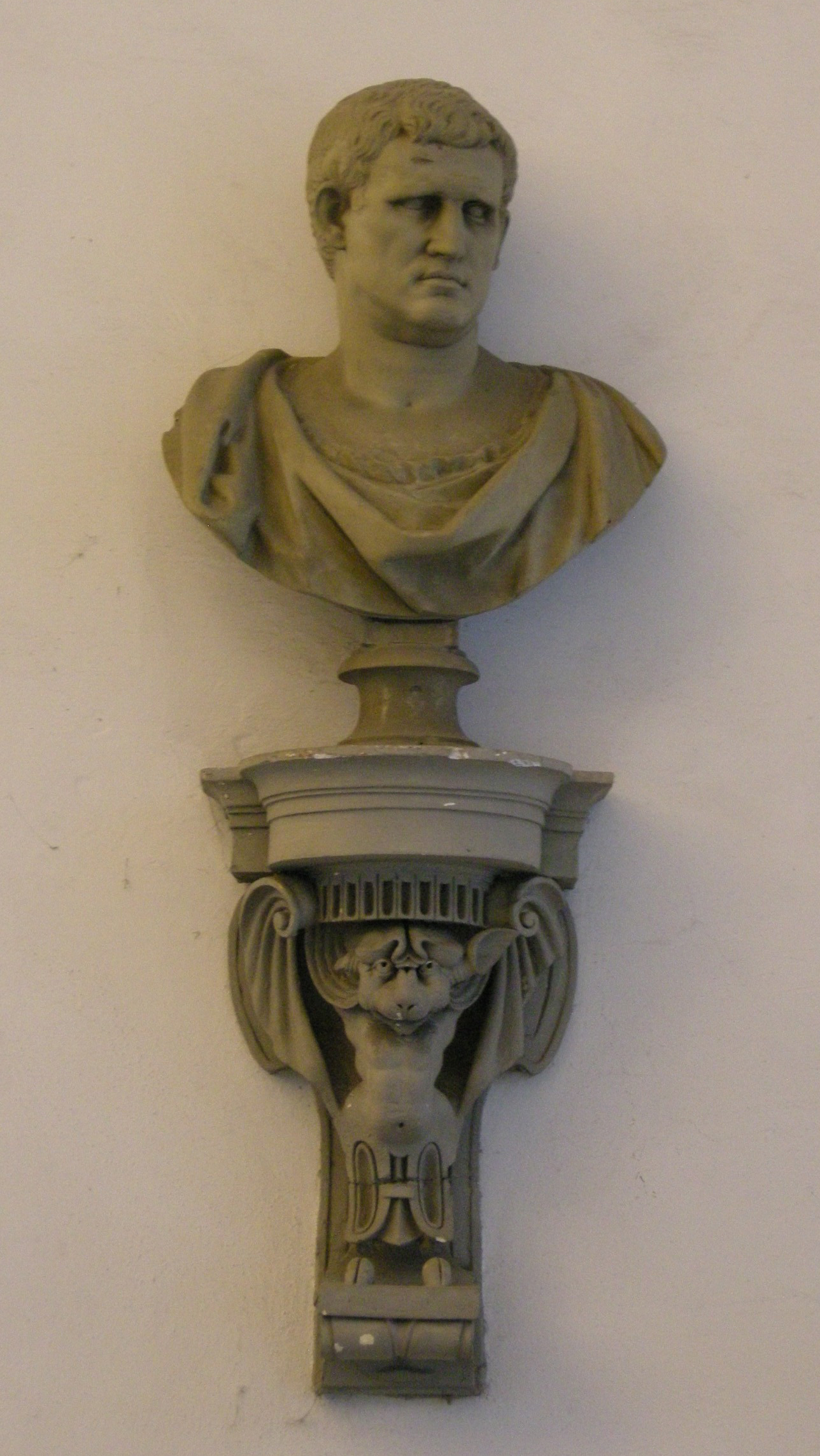
Busto romano no átrio de entrada
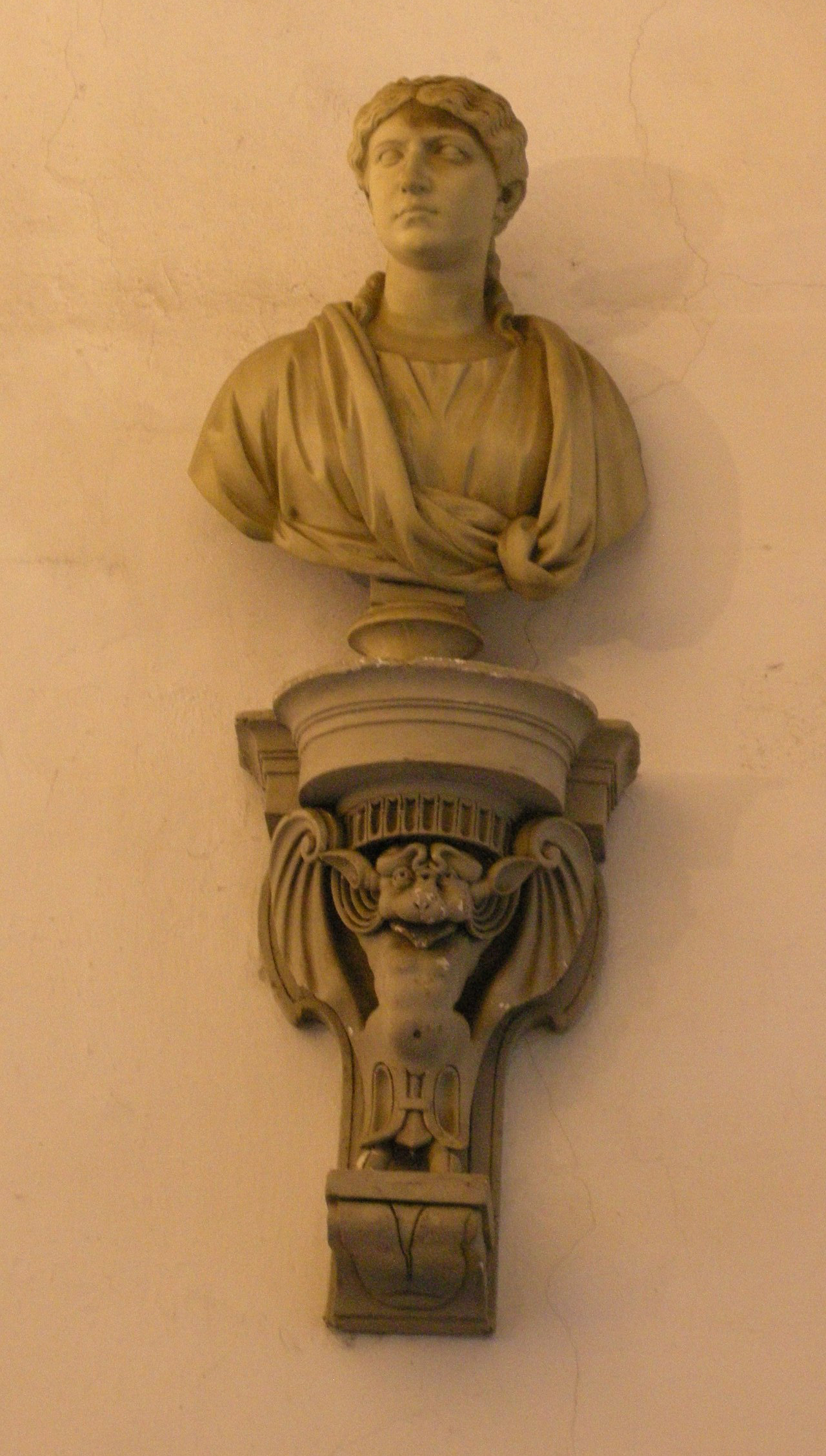
Busto romano no átrio de entrada
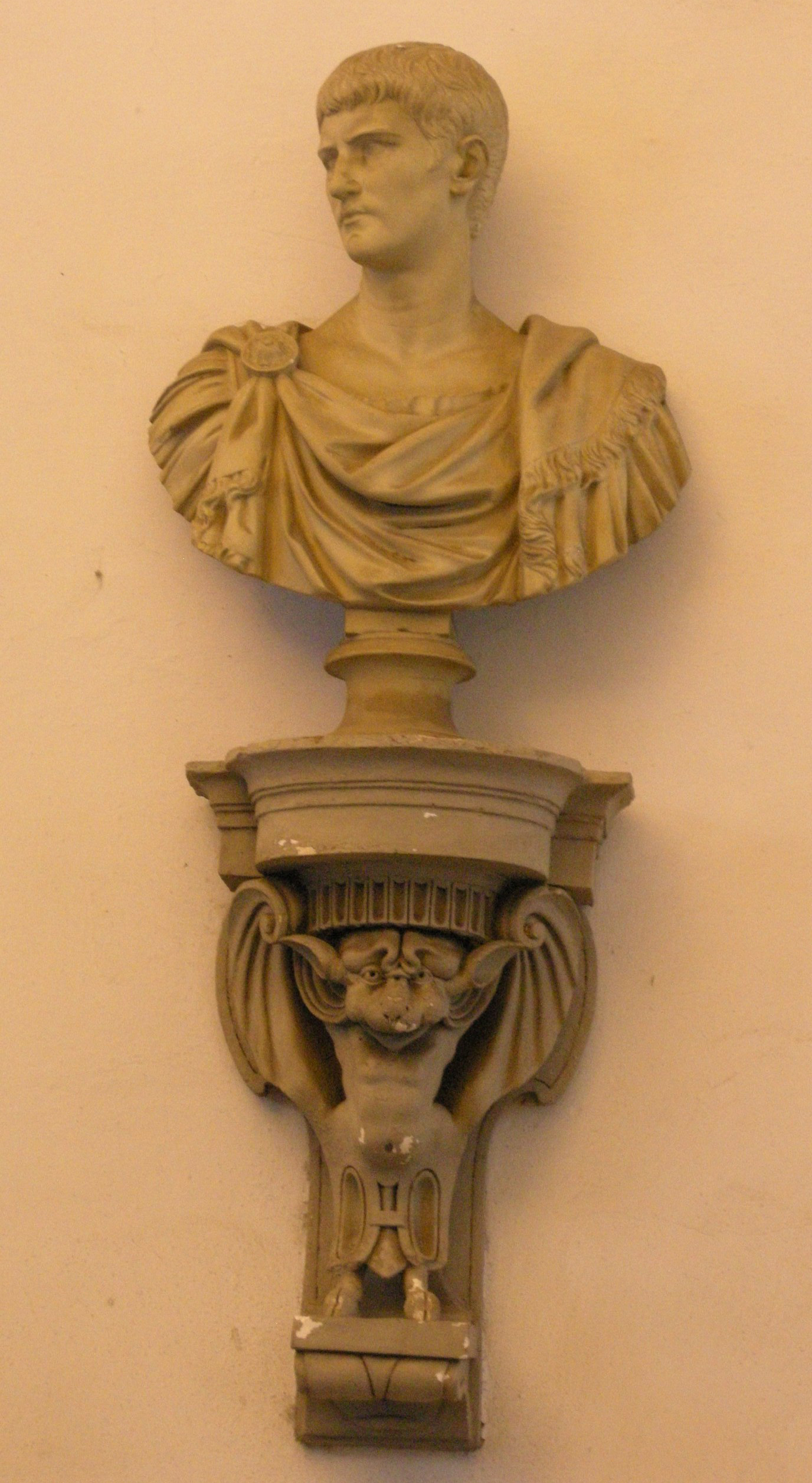
Busto romano no átrio de entrada

## O museu
Em 1922 foi refundado o primeiro museu italiano dedicado à antropologia e à pesquisa etnográfica. Gerido pela Universidade de Florença, tem um enorme património distribuído por 25 salas, cobrindo a maior parte das populações do planeta, das culturas africanas (de modo especial as das ex-colónias italianas, como a Líbia e a Somália, mas também da Etiópia e África subsariana), às asiáticasa (sobretudo Indonesias, mas também das estepes mongólicas e dos Ainu do Japão), das ilhas da Oceania às tribos indígenas da Amazónia.
Os achados começaram a confluir desde a época dos Médici, atraídos por qualquer curiosidade científica, até às numerosas expedições dos séculos seguintes, entre as quais se destaca a terceira expedição de Sir James Cook.
Também está exposta uma série de instrumentos antropométricos usados para medir as características anatómicas dos indivíduos.

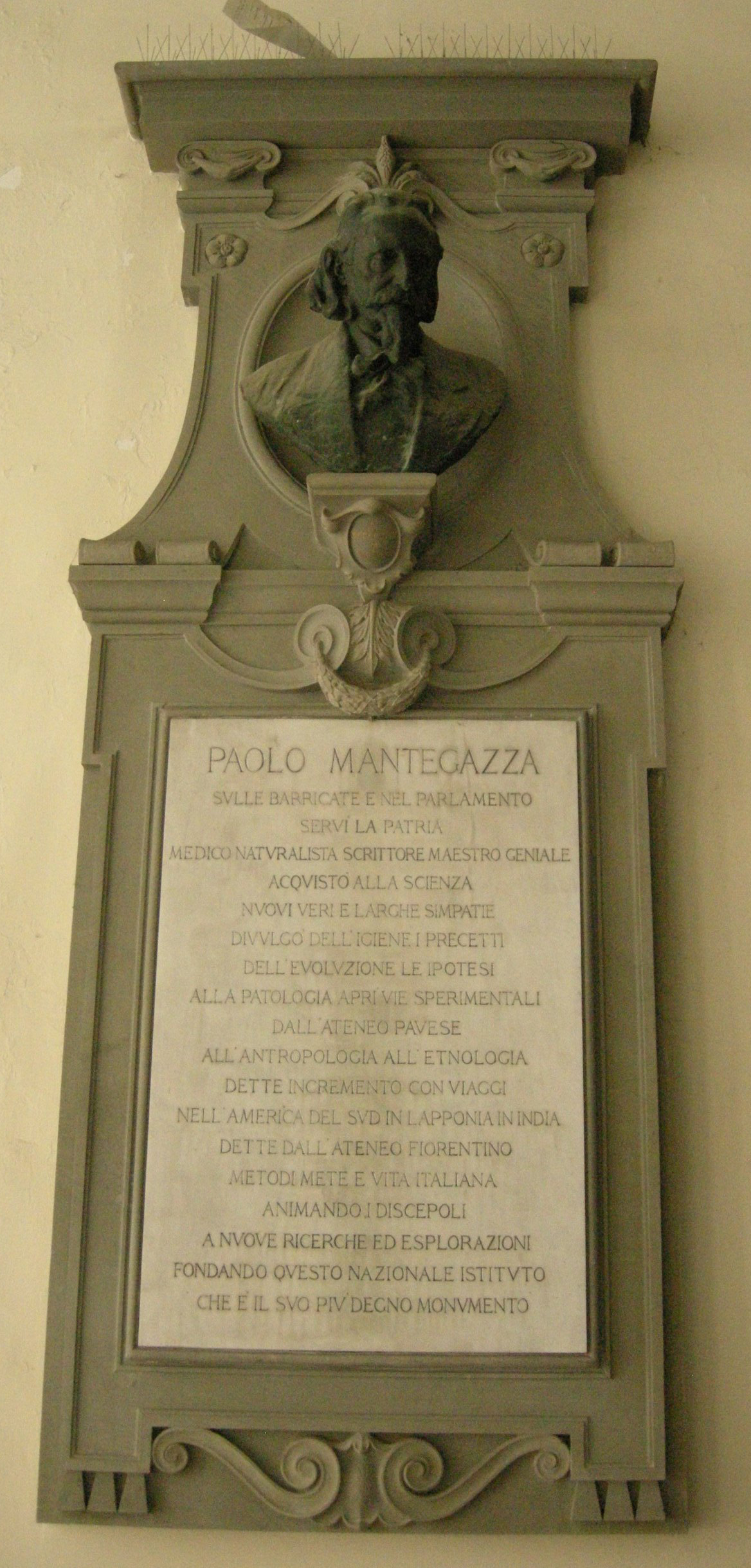
Placa de homenagem a Paolo Mantegazza
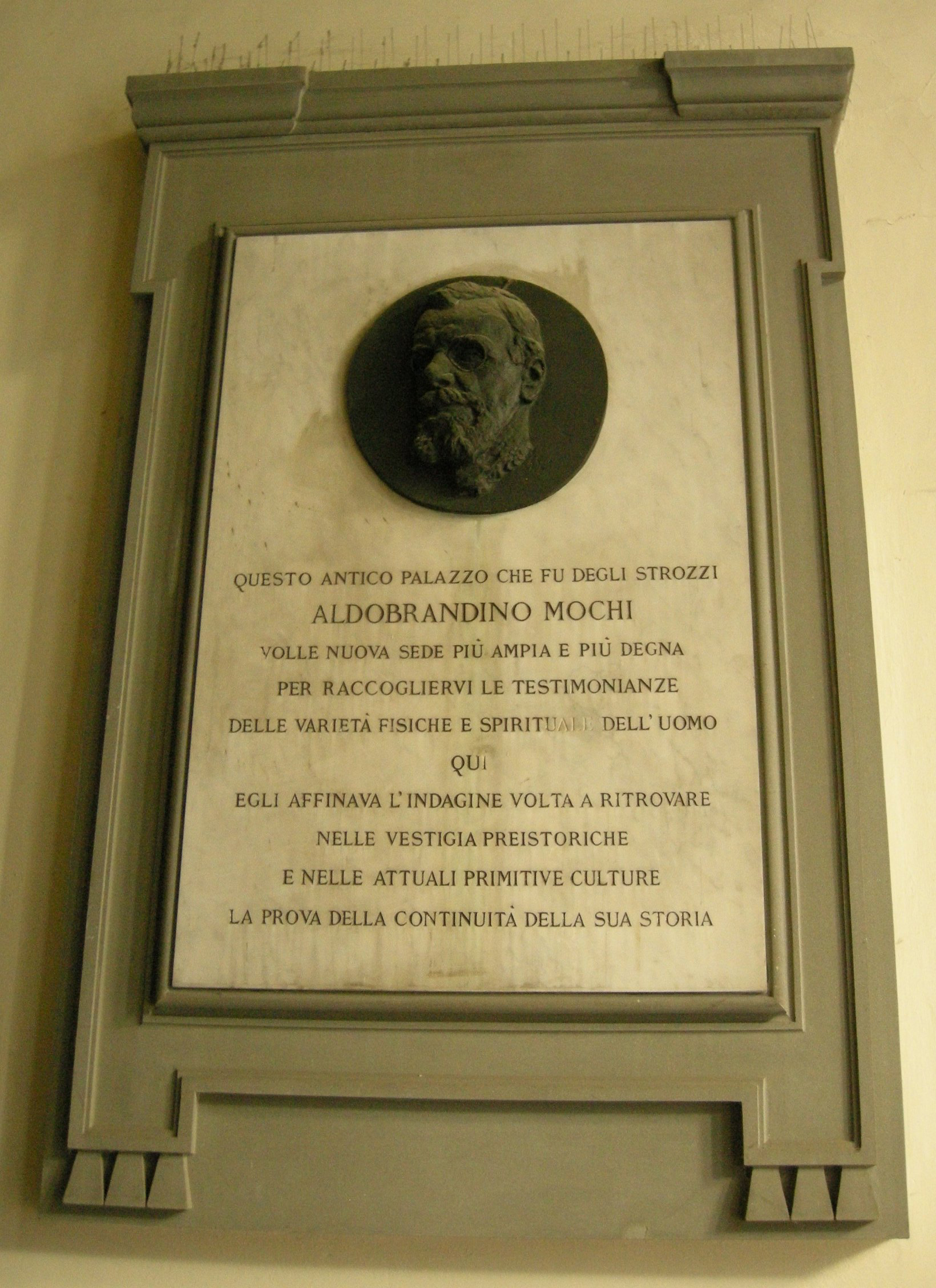
Placa de homenagem a Aldobrandino Mochi
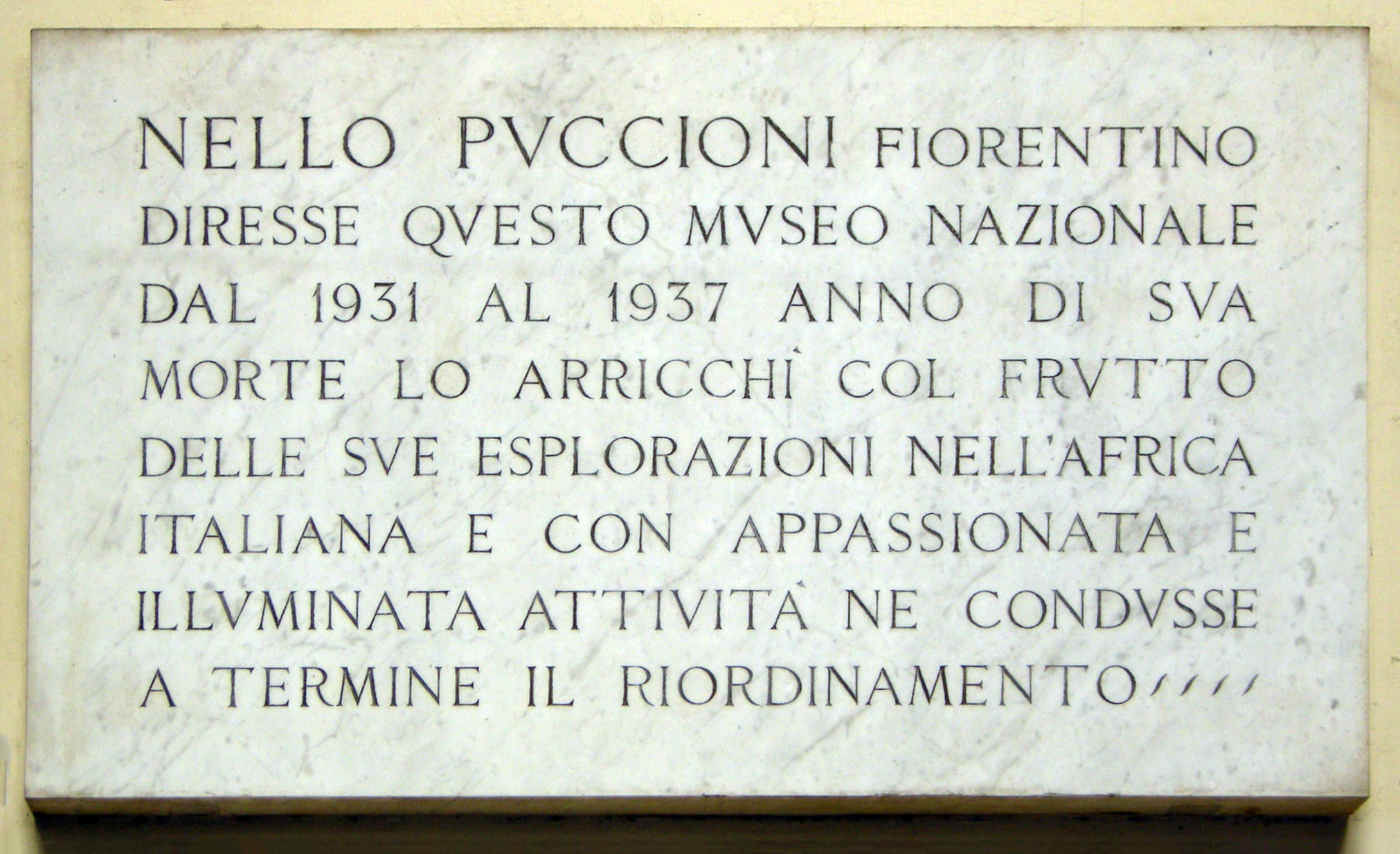
Placa de homenagem a Nello Puccioni

### Culturas e povos documentados no museu
Europa
- Lapões

Ásia
- Samoiedos (escultura em madeira de divindade antropomorfa)
- Khanty da Sibéria ocidental (entre as peças mais interessantes está uma harpa de nove cordas metálicas com a caixa em forma de cisne - Expedição Sommier, 1880)
- Ainu (bastões rituais, vestes e outros achados - colecção Fosco Maraini)
- Tibetanos (objectos litúrgicos, entre os quais um originalíssimo avental realizado em osso e estandartes religiosos)
- Índia
  - Parsi de Bombaim (colecção de Angelo De Gubernatis)
  - Toda e Lepchadel Sikkim (colecção de Paolo Mantegazza)
- Paquistão
  - Kafiri do (estátuas equestres dos antepassados - apesar de não usarem cavalos em vida -  monumentos funerários, etc...)
- Indonésia (entre as secções mais documentadas, com objectos de vida quotidiana, utensílios para a pesca, esculturas antropomorfas em madeira objecto de crenças religiosas) 
  - Dayak do Bornéu (caçadores de cabeças)
  - Nias de Sumatra
  - Engano de Sumatra
  - Sipora de Sumatra
  - Bataks de Sumatra (cabana inteira, em madeira, de aldeia principal decorada com desenhos, incisões e esculturas simbólicas, com paliçada em madeira para os animais e telhado impermeável em quilha, em palha entrançada - colecção Elio Modigliani, 1891)
- Ilhas Andaman
  - Mincopes (arcos em forma de S, crânios pintados com ocre vermelho, parte do ritual dos defuntos)

África
- Etiópia setentrional
  - Abissínios
  - Baria
  - Cunama
- Galla
- Rasciàida
- Danachilos
- Somália
  - Shidle
  - Uabones
  - Musciungullo
- Bajuni
- Sudão (equipamentos domésticos, armas, com o típico cutelo em "F" cravar nos jarretes dos cavalos inimigos e armaduras recolhidas, sobretudo, em Agordat, praça-forte da Eritreia conquistada em 1893 pelos italianos)
- Hauçás da Nigeria setentrional (armas e ornamentos de guerreiros)
- Masai do Quénia
- Buganda do Uganda
- Bantos
  - Songe
  - Kuba
  - Lubas (esculturas em madeira e em marfim de valor, dobradiça antropomorfa em ferro forjado e outras manufacturas metálicas, símbolo do poder dos chefes tribais - colecção Ernesto Brissoni)
  - Barotse
  - Zulu
  - Cafres
- Pigmeus
- Bosquímanos do Kalahari e da Etosha

Nativos americanos

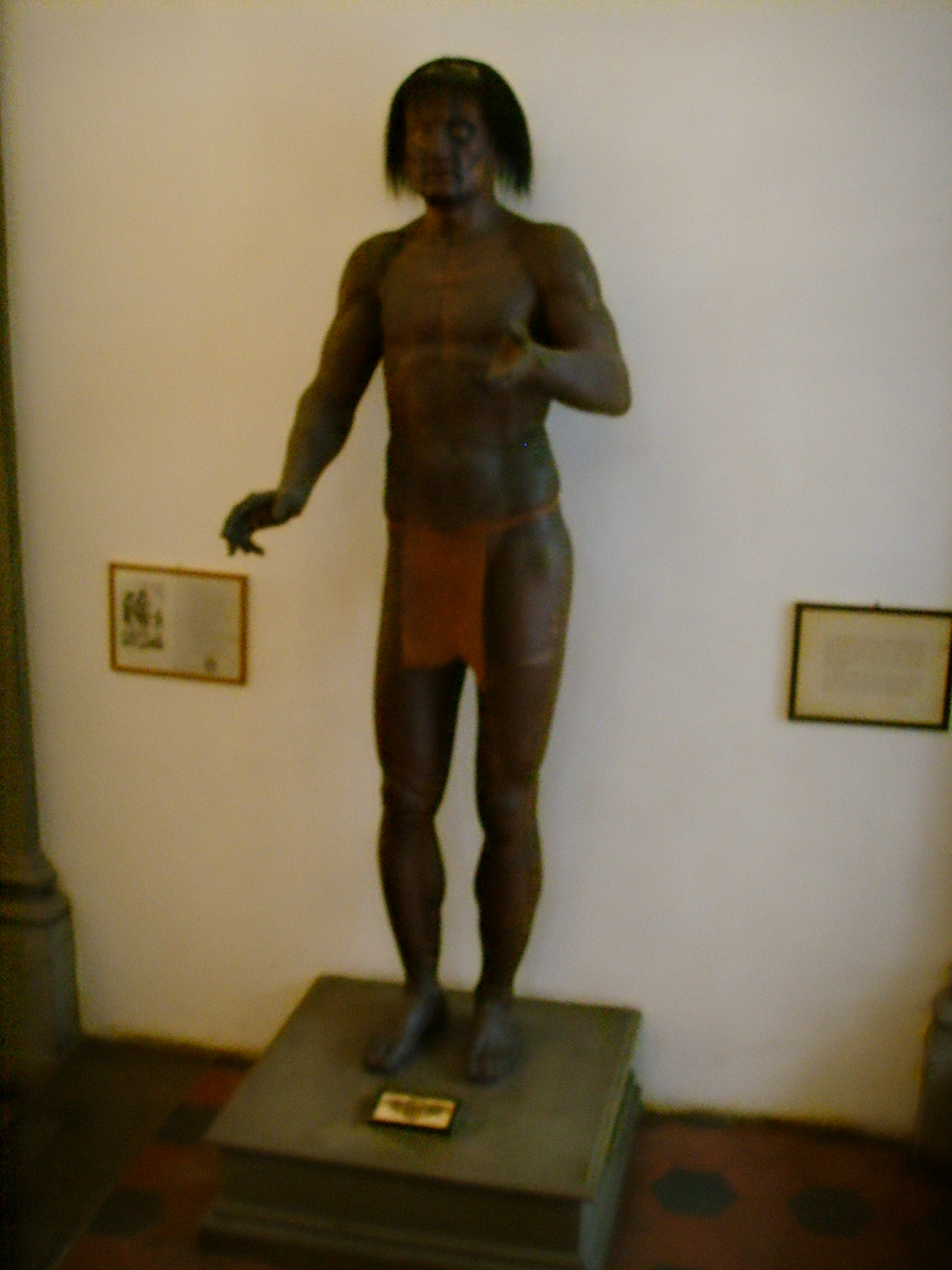
A gigantesca estátua em madeira do patagónio.

- Esquimós (arpões, eixos antropomorfos rituais - Expedição Cook)
- Povos ameríndios (mocassins em pele de cervo, cintos, cestos de fibras vegetais, recipientes de cerâmica, cachimbos cerimoniais, ou calumet, entre outros)
  - Navajos
  - Sioux
  - Dakota
  - Penobscott
- Astecas (das colecções dos Médici)
- Incas (das colecções dos Médici, exemplos de têxteis feitos à mão, peças metalúrgicas em ouro, prata, cobre e bronze, cerâmica doméstica e ritual datada desde o século IX)
- Culturas peruanas (extraordinárias múmias acocoradas em posição fetal, mumificação natural por factores climatéricos)
  - Quipu (crânios perfurados ou deformados intencionalmente, cordas com nós usadas para o cálculo
- Populações amazónicas (cabeças-troféu, secas depois de se ter extraído o cérebro para apoderar-se dos valores militares do falecido, eram ligadas à cintura com cordas cozidas aos lábios)
  - Tupinamba do Brasil (arte plumária)
  - Mundurucu do Brasil (arte plumária)
  - Jivaros do Equador (cabeças encolhidas com um processo de fragmentação e estreitamento dos ossos do crânio)
- Argentina (arreios dos gaúchos. Una curiosidade é a escultura do Patagónio; com mais de dois metros de altura, foi realizada, no século XVII, seguindo as crónicas dos primeiros exploradores interpretadas à letra)
  - Calchaquí (vasos de terracota, grande urna funerária para enterrar as crianças)
  - Fueguinos (objectos em pedra, osso e concha)

Oceânia
- Aborígenes australianos
- Tasmanianos (utensílios, boomerang, escudos-bastão em madeira)
- Papua
- Melanésios (esculturas religiosas e para rituais militares, como máscaras-elmo dos defuntos)
- Micronésios (apetrechos para as tatuagens rituais)
- Polinésios e Maori (apetrechos para as tatuagens rituais, painéis decorativos esculpidos, ornamentos de proa e de popa das embarcações, utensílios e armas de madeira, osso e pedra polida - da terceira expedição de Cook)
- Nova Zelândia (vestuários de amoreira e decorações com plumas de kiwi para os chefes, capacetes de crista de uso real)